# I ponti di Sarajevo
I ponti di Sarajevo è un film del 2014 con regia collettiva, firmato da 13 registi del cinema europeo in occasione del centenario della prima guerra mondiale.

## Trama
Lungometraggio formato da 13 corti d'autore che indagano la storia della città di Sarajevo nel corso delle varie epoche dall'attentato all'arciduca Francesco Ferdinando del 1914 fino alle nuove generazioni del terzo millennio.
- La mia dolce notte (Ma chère nuit) di Kamen Kalev.
- Il testamento delle nostre ombre (Our Shadows Will) di Vladimir Perisic.
- L'avamposto di Leonardo Di Costanzo, ambientato in una trincea scavata nella roccia sul Monte Pasubio, liberamente ispirato al racconto La paura (1921) di Federico De Roberto e sceneggiato da Maurizio Braucci.[3]
- Gavrilo Princip, ultime lettere (Princip, Texte) di Angela Schanelec.
- Vigilia (Reveillon) di Cristi Puiu.
- I ponti dei sospiri (Les ponts des soupirs) di Jean-Luc Godard.
- Riflessioni (Reflexions) di Sergei Loznitsa.
- Il viaggio di Zan (Zan's Journey) di Marc Recha.
- Album di guerra (Album) di Aida Begić.
- Sara e sua madre (Sara et sa mère) di Teresa Villaverde.
- Il ponte di Vincenzo Marra.
- Little boy di Isild Le Besco.
- Taci Mujo (Silence Mujo) di Ursula Meier.

## Promozione
Già presentato al Festival di Cannes 2014 in selezione ufficiale fuori concorso, è stato "opening screening" al Sarajevo Film Festival 2014 e successivamente presentato in numerosi festival internazionali. In Italia il film ha avuto la prima presentazione alla Mostra del Cinema di Pesaro dove ha vinto il Premio del Pubblico".